# Tenebre (film 1941)
Tenebre (Ladies in Retirement) è un film noir del 1941 di Charles Vidor.
Il soggetto è basato sul lavoro teatrale Ladies in Retirement di Reginald Denham ed Edward Percy. Tra gli interpreti Isobel Elsom che riprese il ruolo di Leonora Fiske anche nella versione cinematografica.

## Trama
Le autorità minacciano di internare in un'apposita istituzione le sorelle Louisa ed Emily Creed, deboli di mente ed use a provocare pasticci, a meno che non rientrino definitivamente sotto la tutela della loro sorella Ellen, che lavora come dama di compagnia nella residenza nella brughiera della ricca miss Leonora Fiske.
Louisa ed Emily vengono quindi prelevate dalla loro casa in affitto a Londra, grazie alla gentilezza di Leonora Fiske, che, su richiesta di Ellen, si offre – pur non sapendo il vero motivo – di ospitarle a casa propria per quello che crede essere un limitato numero di giorni. Quando, in capo a sei settimane, anche qui le due sorelle diventano poco sopportabili, miss Fiske ingiunge ad Ellen di farle sloggiare. Ma Ellen non ha un altro posto dove ospitarle, né ha i mezzi per procurarsene uno, e non trova niente di meglio da fare che uccidere Leonora Fiske, in tutto segreto, facendo credere che sia partita per un viaggio, mentre ne mura il cadavere in un anfratto della magione.
Le tre sorelle Creed vivono nella casa, insieme alla cameriera Lucy, con una certa agiatezza – anche perché Ellen si procura fraudolentemente accesso al conto bancario della defunta, e percepisce il canone di affitto che il (relativamente) vicino convento di monache paga per un determinato lotto di terreno della Fiske. Un giorno Albert Feather, un lontano parente delle tre sorelle, che già aveva avuto modo di conoscere Leonora Fiske e di apprezzarne la generosità, compare e chiede asilo, raccontando a Ellen di essere ricercato dalla polizia essendo responsabile di un ammanco di denaro nella la banca presso la quale lavorava. Ellen, riluttante, gli concede di restare nascosto, temporaneamente.
Il delitto di Ellen è tutt'altro che perfetto, e non ci vuole molto perché Albert cominci a nutrire crescenti sospetti sulla sorte di miss Fiske, e sull'omicida, e a sperare di trarre vantaggio anch'egli delle fortune della defunta. Infine Ellen, un giorno, gli confessa di avere ucciso la padrona di casa. Il loro colloquio è interrotto dall'arrivo di una delle suore del convento, che – paradossalmente – avverte Ellen che la polizia è al monastero e sta cercando nelle vicinanze un giovane, nella descrizione del quale alla religiosa pare riconoscere Albert.
L'intera confessione è ascoltata di nascosto da Lucy, che, inorridita, lascia di corsa la casa, verosimilmente per denunciare i crimini e i criminali. Albert fugge, ma viene catturato. Ellen, dopo un rapido ed affettuoso saluto alle sventurate sorelle, va a costituirsi.

## Distribuzione
Distribuito dalla Columbia Pictures Corporation, il film venne presentato in prima a Broadway il 26 marzo 1940, per uscire nelle sale cinematografiche USA il 9 settembre 1941.

## Riconoscimenti
Premi Oscar 1942:
- Candidatura per la miglior colonna sonora (Ernst Toch e Morris Stoloff)
- Candidatura per la migliore scenografia (Lionel Banks e George Montgomery)

## Remake
Nel 1969 uscì un remake del film, The Mad Room, distribuito in Italia con il titolo Lo specchio della follia. Nel 1971 in Germania venne girato Paradies der alten Damen, un film tv di Karl-Heinz Bieber.